# Wilhelm von Woyna
Wilhelm Friedrich von Woyna (7 tháng 5 năm 1819 tại Trier – 29 tháng 12 năm 1896 tại Bonn) là một sĩ quan quân đội Phổ, đã được thăng đến cấp Thượng tướng Bộ binh. Ông đã từng tham chiến trong cuộc Chiến tranh Áo-Phổ năm 1866 và cuộc Chiến tranh Pháp-Đức (1870 – 1871). Để vinh danh ông, một con đường tại Mainzer Neustadt và tại Berlin Reinickendorf đã được đặt theo tên ông.

## Tiểu sử
Wilhelm von Woyna là con trai của Karl Daniel Michael von Woyna (1782 – 1838) và người vợ của ông này là Ehefrau Antonia Thekla, tên khai sinh von Birkhahn (1786 – 1825).
Woyna đã theo học trường thiếu sinh quân ở Potsdam và Berlin. Vào ngày 5 tháng 8 năm 1837, ông gia nhập Trung đoàn Bộ binh số 17 "Bá tước Barfuß" với cấp bậc Thiếu úy. Đến ngày 31 tháng 5 năm 1846, ông được thuyên chuyển vào Trung đoàn Súng trường Cận vệ. Với đơn vị này, ông đã tham chiến trong chiến dịch chống Đan Mạch (1848 – 1851) và được thăng quân hàm Trung úy trong Tiểu đoàn Bộ binh nhẹ số 7 vào ngày 12 tháng 11 năm 1848. Vào ngày 13 tháng 7 năm 1852, Woyna được lên quân hàm Đại úy, tiếp sau đó ông được bổ nhiệm một chức Đại đội trưởng trong Tiểu đoàn Bộ binh nhẹ số 8 vào ngày 23 tháng 4 năm 1853. Về sau, ông được lãnh một chức vụ tương tự trong Tiểu đoàn Bộ binh nhẹ số 2 kể từ ngày 13 tháng 8 năm 1856 cho tới ngày 7 tháng 7 năm 1858, rồi được chuyển vào Trung đoàn Bộ binh số 32 với cấp bậc Thiếu tá. Trong trung đoàn này, Woyna được bổ nhiệm làm Tiểu đoàn trưởng của Tiểu đoàn Hỏa mai (Füsilierbataillons) vào ngày 18 tháng 9 năm 1858. Sau khi ông rời khỏi chức chỉ huy của mình vào ngày 21 tháng 6 năm 1861, Woyna trở thành Tiểu đoàn trưởng của Tiểu đoàn Jäger số 8 và được lên quân hàm Thượng tá vào ngày 18 tháng 10 năm 1861. Vào ngày 18 tháng 4 năm 1865, Woyna được giao tạm quyền chỉ huy (Führung) Trung đoàn Hỏa mai Hạ Rhein số 39 và được bổ nhiệm làm Trung đoàn trưởng hai ngày trước khi được thăng cấp Đại tá vào ngày 18 tháng 6 năm 1865. Ông đã dẫn dắt trung đoàn của mình tham gia Chiến dịch Main của cuộc Chiến tranh Bảy tuần (1866), chiến đấu trong các trận đánh tại Hammelburg, Helmstadt và Roßbrunn.
Vào ngày 14 tháng 7 năm 1870, ông được nhậm chức Lữ đoàn trưởng của Lữ đoàn Bộ binh số 28 rồi được lên quân hàm Thiếu tướng vào ngày 26 tháng 8 năm 1870. Trong cuộc Chiến tranh Pháp-Đức (1870 – 1871), Lữ đoàn Bộ binh số 28 – một phần thuộc biên chế của Sư đoàn số 14 – dưới sự thống lĩnh của von Woyna đã tham gia các trận đánh quyết liệt tại Spicheren, Colombey, Gravelotte, Beaune-la-Rolande đồng thời tham gia các cuộc vây hãm Metz và Paris. Đầu tháng 1 năm 1871, ông cũng hạ được pháo đài Rocroi. Do những thành tích của ông trong cuộc chiến, vào ngày 3 tháng 3 năm 1871, ông được Đức hoàng Wilhelm I ban tặng Huân chương Quân công, phần thưởng quân sự cao quý nhất của Phổ.
Sau khi cuộc chiến kết thúc với sự bại trận của Pháp, Tướng Woyna được đổi làm Tư lệnh của Lữ đoàn Bộ binh số 14 vào ngày 3 tháng 6 năm 1871. Đến ngày 11 tháng 10 năm 1873, ông được bổ nhiệm làm quyền Chỉ huy của Sư đoàn số 30, trước khi Woyna được thụ phong Tư lệnh vào ngày 25 tháng 11 và được phong cấp bậc Trung tướng vào ngày 11 tháng 12 năm 1873.
Kể từ năm 1880 cho đến khi chấm dứt sự nghiệp quân sự của mình vào năm 1886, ông giữ chức vụ Thống đốc pháo đài Mainz. Trong trận lũ tại Mainz, đồn binh dưới quyền chỉ huy của Woyna đã giúp đỡ nhân dân thành phố và các vùng phụ cận thoát khỏi tình cảnh khó khăn của họ. Điều đó góp phần khiến cho ông được phong danh hiệu Công dân danh dự của thành phố Mainz vào ngày 23 tháng 1 năm 1883. Vào tháng 8 năm 1886, Woyna nghỉ hưu. Vào ngày 29 tháng 12 năm 1896, ông từ trần ở Bonn.